# Schmitter Peak
Schmitter Peak är en bergstopp i Antarktis. Den ligger i Östantarktis. Australien gör anspråk på området. Toppen på Schmitter Peak är 1 167 meter över havet.
Terrängen runt Schmitter Peak är platt åt nordväst, men åt sydost är den kuperad. Terrängen runt Schmitter Peak sluttar brant österut. Trakten är obefolkad. Det finns inga samhällen i närheten. 